# Arrondissement d'Heilsberg
L'arrondissement d'Heilsberg est un arrondissement de Prusse-Orientale et existe de 1818 à 1945. En raison de son appartenance à la région d'Ermeland, l'arrondissement a une population majoritairement catholique, le Zentrum remporte la majorité absolue des voix aux élections jusqu'en 1933. De 1773 à 1818, il existe déjà en Ermeland un arrondissement d'Heilsberg, qui couvre toutefois un territoire nettement plus vaste.

## Histoire
Le territoire de l'arrondissement d'Heilsberg appartient historiquement au prince-évêché de Warmie, qui est rattaché au royaume de Prusse en 1772 dans le cadre du premier partage de la Pologne. Après l'intégration dans l'État prussien en 1773, les deux arrondissements de Braunsberg et Heilsberg sont créés en Varmie, tous deux affectés à la Chambre de guerre et de domaine de Königsberg (de). L'arrondissement d'Heilsberg a à l'époque une superficie d'environ 2 500 km2 et comprend les anciens bureaux varmiens d'Allenstein, Bischofsburg, Bischofstein, Heilsberg, Rößel, Seeburg et Wartenburg,,.
Dans le cadre des réformes administratives prussiennes, il s'avère nécessaire de procéder à une vaste réforme des arrondissements dans toute la Prusse-Orientale, car les arrondissements créés en 1752 ou 1773 se sont révélés inadaptés et trop grands. En Ermland, un nouvel arrondissement d'Heilsberg est formé à partir de la partie nord de l'ancien arrondissement d'Heilsberg et la partie sud de l'ancien arrondissement de Braunsberg, avec effet au 1er février 1818. Il comprend initialement les paroisses catholiques d'Arnsdorf, Benern, Elditten, Glottau, Guttstadt, Heiligenthal, Heilsberg, Kalckstein, Kiwitten, Krekollen, Peterswalde près de Guttstadt, Queetz, Reichenberg, Reimerswalde, Roggenhausen, Schlit, Siegfriedswalde, Stolzhagen, Wernegitten, Wolfsdorf, Wormditt et Wuslack. Le siège du bureau de l'arrondissement est la ville d'Heilsberg. Le 1er avril 1819, les limites de l'arrondissement sont à nouveau modifiées. La paroisse de Frauendorf, qui fait partie de l'arrondissement de Braunsberg, est rattachée à l'arrondissement d'Heilsberg et la paroisse de Wormditt passe de l'arrondissement d'Heilsberg à celui de Braunsberg .
L'arrondissement d'Heilsberg est rattaché au district de Königsberg, issu en 1808 de l'ancienne chambre de guerre et de domaine de Königsberg.
Depuis le 3 décembre 1829, l'arrondissement fait partie - après la fusion des anciennes provinces de Prusse-Orientale et de Prusse-Occidentale - de la province de Prusse dont le siège est à Königsberg. Après la division de la province de Prusse en deux provinces, la Prusse-Orientale et la Prusse-Occidentale, l'arrondissement d'Heilsberg devient partie intégrante de la Prusse-Orientale le 1er avril 1878. Le bureau de l'arrondissement, qui se trouvait à Guttstadt depuis un certain temps, est fermé le 1er octobre 1896 et retourne à Heilsberg.
Le 30 septembre 1929, une réforme territoriale a lieu dans l'arrondissement d'Heilsberg, comme dans le reste de la Prusse, au cours de laquelle tous les districts de domaine sont dissous et attribués à des communes voisines.
De janvier à mars 1945, l'Armée rouge conquiert l'arrondissement. En mai 1945, il le place sous l'administration de la République populaire de Pologne. Dans la période qui suit, la population allemande résidente de l'arrondissement est expulsée de l'arrondissement et, à partir de 1946, les Polonais sont systématiquement réinstallés à leur place, dont 43,7 % sont des expulsés de l'est de la Pologne.
En 1999, l'actuel powiat de Lidzbark est créé avec des frontières modifiées.

## Évolution de la démographie
| Année | Habitants | Source |
| ----- | --------- | ------ |
| 1800  | 64 416    | [ 4 ]  |
|       |           |        |
| 1818  | 26 966    | [ 8 ]  |
| 1846  | 43 611    | [ 9 ]  |
| 1871  | 45 699    | [ 10 ] |
| 1890  | 53 537    | [ 11 ] |
| 1900  | 51 629    | [ 11 ] |
| 1910  | 51 912    | [ 11 ] |
| 1925  | 52 757    | [ 11 ] |
| 1933  | 53 672    | [ 11 ] |
| 1939  | 55 057    | [ 11 ] |

## Politique

### Administrateurs de l'arrondissement
- 1773–180400Wilhelm Boguslaw von Gottberg[12]
- 1804–000000Ludwig Constantin Sylvester von Creytz (de)[12]
- 1817–183600von Conradi
- 1836–183900N.N.
- 1839–186400von Buddenbrock (de)
- 1864–189400Theodor von Saß (de)
- 1894–191000Ernst von Schröter
- 1910–191500Otto von Schlieben
- 1914–191600von Seydlitz und Ludwigsdorf
- 1916–191800Herbert Rohde
- 1918–192300Karl Klamroth (de)
- 1923–192700Friedrich Büttner (de)
- 1927–192800Ernst Fischer (de)
- 1928–193700Franz Hüppi (de)
- 1937–194300Paul Hundrieser (de)
- 1943–194500N.N.

### Élections
Dans l'Empire allemand, l'arrondissement de Braunsberg et l'arrondissement d'Heilsberg forment la 6e circonscription du district de Königsberg (de). Cette circonscription fortement catholique est remportée à toutes les élections du Reichstag entre 1871 et 1912 par des candidats du Zentrum ou des candidats cléricaux catholiques

## Constitution communale
Depuis le XIXe siècle, l'arrondissement d'Heilsberg est divisé en villes, en communes rurales et en districts de domaine. Avec l'introduction de la loi constitutionnelle prussienne sur les communes du 15 décembre 1933 ainsi que le code communal allemand du 30 janvier 1935, le principe du leader est appliqué au niveau municipal. Une nouvelle constitution d'arrondissement n'est plus créée; Les règlements de l'arrondissement pour les provinces de Prusse-Orientale et Occidentale, de Brandebourg, de Poméranie, de Silésie et de Saxe du 19 mars 1881 restent applicables.

## Communes
À la fin de son existence en 1945, l'arrondissement d'Heilsberg comprend deux villes et 104 communes,:
| - Albrechtsdorf - Alt Garschen - Althof - Altkirch - Ankendorf - Arnsdorf - Battatron - Beiswalde - Benern - Bewernick - Blankenberg - Blankensee - Bleichenbarth - Blumenau - Bogen - Drewenz - Elditten - Eschenau - Frauendorf - Freimarkt - Friedrichsheide - Glottau | - Gronau - Groß Klaussitten - Großendorf - Guttstadt, ville - Heiligenfelde - Heiligenthal (en) - Heilsberg, ville - Hohenfeld - Jegothen - Kalkstein - Katzen - Kerschdorf - Kerschen - Kerwienen - Kiwitten - Kleiditten - Kleinenfeld - Klingerswalde - Klotainen - Knipstein - Knopen - Kobeln | - Konitten - Konnegen - Krekollen - Langwiese - Launau - Lauterhagen - Lauterwalde - Lawden - Liewenberg - Lingenau - Markeim - Mawern - Medien - Münsterberg - Napratten - Neu Garschen - Neuendorf b. Guttstadt - Neuendorf b. Heilsberg - Noßberg - Ober Kapkeim - Petersdorf - Peterswalde | - Polpen - Pomehren - Queetz - Raunau - Regerteln - Rehagen - Reichenberg - Reimerswalde - Retsch - Roggenhausen - Rosenbeck - Rosengarth - Schlitt (de) - Schmolainen - Schönwalde - Schönwiese - Schulen - Schwenkitten - Schwuben - Settau - Siegfriedswalde - Sommerfeld | - Soritten - Springborn (de) - Stabunken - Sternberg - Stolzhagen - Süssenberg - Thegsten - Tollnigk - Trautenau - Unter Kapkeim - Voigtsdorf - Waltersmühl - Warlack - Wernegitten - Wolfsdorf - Workeim - Wosseden - Wuslack |

De plus, il y a encore le district forestier inhabité de Wichertshof.
Communes dissoutes avant 1945
- Deppen, le 1er avril 1939 à Heiligenthal
- Hausberg, le 27 février 1928 à Guttstadt
- Kleitz, le 22 mars 1928 à Kerwienen
- Kolm, le 1er avril 1939 à Reichenberg
- Neuhof, le 30 septembre 1928 à Heilsberg
- Reichsen, le 22 mars 1928 à Krekollen
- Widdrichs, le 1er avril 1938 à Retsch
- Wienken, le 22 mars 1928 à Schulen
- Wölken, le 22 mars 1928 à Glottau

## Changements de noms de lieux
Après la Première Guerre mondiale, l'addition Königlich est retirée des trois communes Königlich Albrechtsdorf, Königlich Queetz et Königlich Schwenkitten.

## Personnalités
- Dietrich Borm (de) (1928-2018), chirurgien à Kiel et Hildesheim
- Bernhard Buchholz (1870-1954), homme politique (Zentrum)
- Adolf Poschmann (de) (1885-1977), éducateur, chercheur local et auteur.
- Georg Sterzinsky (1936-2011), archevêque de Berlin